# Antonio García Quejido

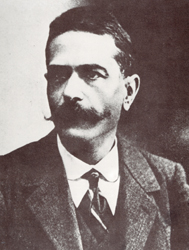
Antonio García Quejido

Antonio García Quejido (* 16. Februar 1856 in Madrid; † 13. Juli 1927 ebenda) war ein spanischer Politiker und Gewerkschafter.

## Leben
García Quejido, von Beruf Typograf, trat bereits früh in Madrid in Kontakt mit dem marxistischen Zirkel um Pablo Iglesias Posse. Aus dieser Gruppierung – bekannt unter dem Namen Nueva Federación Madrileña – ging am 2. Mai 1879 die Spanische Sozialistische Arbeiterpartei (Partido Socialista Obrero Español, PSOE) hervor, zu einer deren Führer García Quejido wurde. So nahm er u. a. an mehreren Kongressen der Zweiten Internationalen teil. 1888 war García Quejido an der Gründung der Gewerkschaft Unión General de Trabajadores (UGT, Allgemeine Arbeitervereinigung) beteiligt, zu deren Vorsitzenden (1888–1892) bzw. Generalsekretär (1894–1905) er gewählt wurde. 1897 wurde er zum Sekretär des Nationalen Komitees des PSOE gewählt. 1909 wurde er als sozialistischer Kandidat in den Stadtrat von Madrid gewählt. Ab 1912 war er Redakteur der Tageszeitung El Socialista (Der Sozialist), dem Organ des PSOE.
Als Führer des linken Flügels des PSOE begrüßte García Quejido die Oktoberrevolution in Russland und sprach sich für den Anschluss des PSOE an die Dritte Internationale aus. Nach innerparteilichen Kämpfen gründete García Quejido mit anderen am 13. April 1921 die Spanische Kommunistische Arbeiterpartei (Partido Comunista Obrero Español, PCOE), die sich im November desselben Jahres mit der bereits 1920 gegründeten Spanischen Kommunistischen Partei (Partido Comunista Español) zur Kommunistischen Partei Spaniens (Partido Comunista de España, PCE) vereinigte. Von 1921 bis 1925 war García Quejido der erste Generalsekretär der letzteren.
1901 gab García Quejido den ersten Band des Kapitals von Karl Marx heraus. Er gründete die Zeitschrift La Nueva Era (Das neue Zeitalter), um marxistisches Gedankengut in Spanien zu verbreiten.

## Werke
- Der Sozialismus in Spanien. In Die Neue Zeit Nr. 36 vom 8. Juni 1901, S. 306 ff.
- Pablo Iglesias y el Partido Socialista (1905; unter dem Pseudonym Fidel).
- Carlos Marx y la Internacional (1923).